# لکه سیاه رز

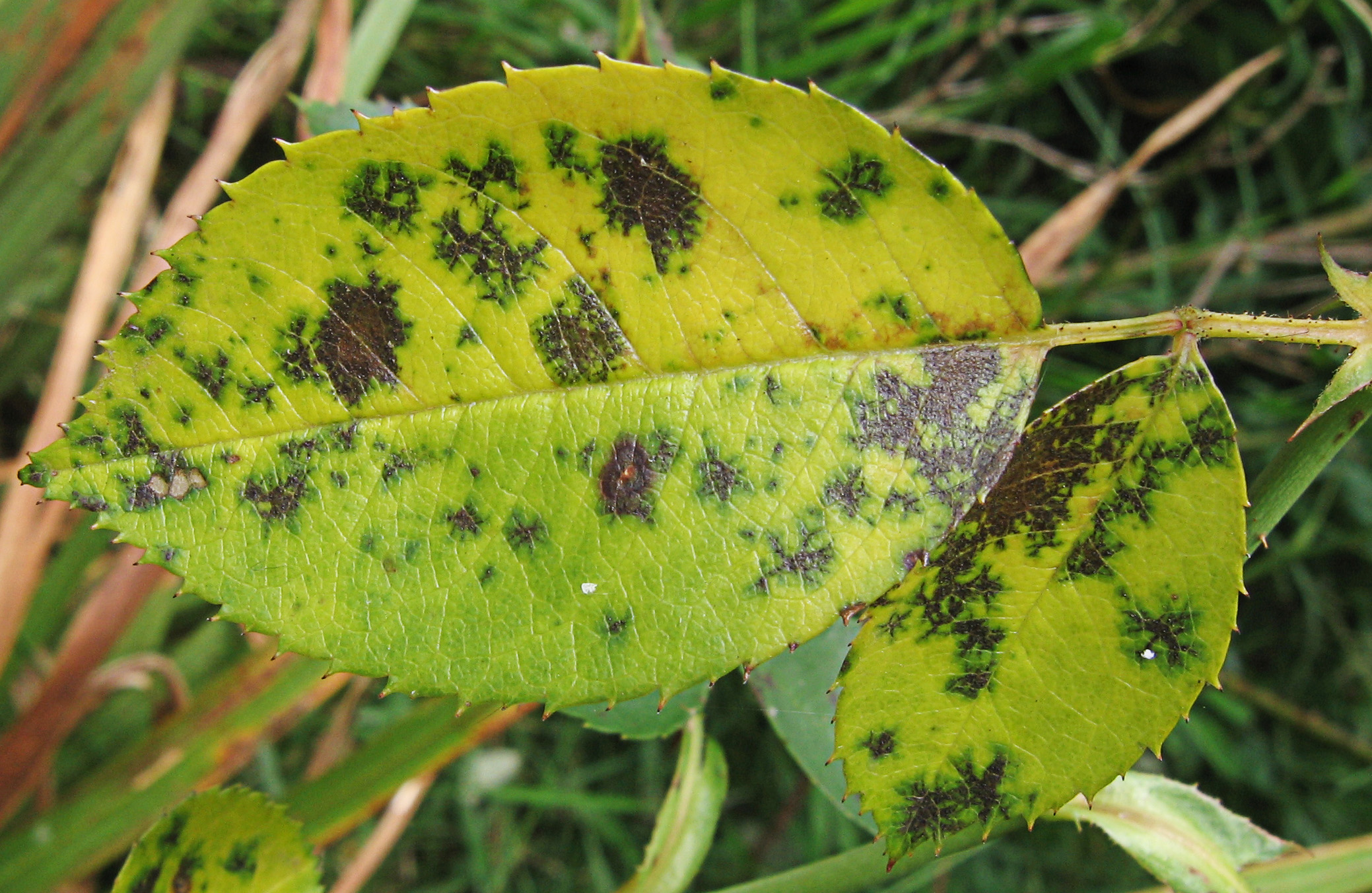
لکه سیاه رز

لکه سیاه رز (به انگلیسی: Black spot) که همچنین سوختگی برگ، لکه برگی، سوختگی، آسترومای برگ رز و کپک لزج نیز نامیده می‌شود،یک نوع بیماری قارچی است. علائم بیماری به صورت پدید آمدن لکه‌های سیاه با حلقه‌ای زرد رنگ در اطراف آن این لکه‌ها گرد یا نامنظم هستند و در دو سوی برگ رز دیده می‌شوند. این لکه‌ها در نهایت موجب ریزش برگ و نازیبا شدن بوتهٔ گل رز خواهند شد. برگ‌هایی که کمتر از دو هفته عمر دارند بیشتر مستعد ابتلا به این بیماری هستند. با پیشرفت بیماری رنگ سبز برگ به زرد تبدیل شده و بر زمین می‌افتد. عامل بیماری قارچ Diprocarpon rosae و در فرم غیرجنسی آن Marssonina rosae است. قارچ در آب و هوای مرطوب و درجه حرارت حدود ۲۴ درجه سانتیگراد فعال می‌شود. در حدود ۷ ساعت ماندن برگ در این شرایط سبب آن می‌شود که قارچ جوانه بزند و علائم بر روی برگ بعد از گذشت ۳ تا ۱۰ روز آشکار می‌شود. در هوای خشک هیچ گونه آلودگی اتفاق نخواهد افتاد. برای جلوگیری تا حد امکان از آبپاشی روی سطح گیاهان باید خودداری شود و از آبدهی زیاد از حد در شرایط آب وهوای مرطوب و شرایط تاریک باید اجتناب کرد. پاک کردن باغ از برگ‌های کهنه از تکرار چرخه این بیماری در فصل بهار جلوگیری می‌کند.